# Pametni grad
Pametni grad je područje koje koristi različite vrste elektroničkih senzora za prikupljanje podataka kako bi se osigurale informacije potrebne za upravljanje imovinom i resursima. To uključuje podatke prikupljene od građana, uređaja i imovine koja se obrađuje i analizira za praćenje i upravljanje;prometnim i transportnim sustavima, elektranama, vodoopskrbnim mrežama, policijom, informacijskim sustavima, školama, knjižnicama, bolnicama i drugim zajednicama.
Koncept pametnog grada spaja informacijsku i komunikacijsku tehnologiju i razne fizičke uređaje povezane s mrežom kako bi se optimizirala učinkovitost gradskih usluga. Također sustav pametnog grada omogućuje gradskim vlastima da vide kako se grad razvija te moguće preinake sustava u budućnosti.
Informacijska i komunikacijska tehnologija koristi se za poboljšanje kvalitete života u gradovima te smanjenju troškova. Pametne aplikacije razvijene su za upravljanje gradskim tokovima i omogućavaju reakcije u realnom vremenu. Stoga, pametni grad može biti spremniji te bolje odgovoriti na izazove. 
Velike tehnološke, ekonomske i ekološke promjene izazvale su zanimanje za pametne gradove, uključujući klimatske promjene, gospodarsko restrukturiranje, prelazak na online maloprodaju, starenje stanovništva, rast stanovništva u gradovima i pritisci na javne financije. Europska unija (EU) uložila je mnogo napora za osmišljavanje strategije za postizanje "pametnog" urbanog rasta za svoja šira gradska područja. EU je razvila niz programa pod "Europskom digitalnom agendom".Tijekom 2010. godine naglašeno je da se sama unija posvećuje na jačanje inovativnosti i ulaganja u ICT usluge u svrhu poboljšanja javnih usluga i kvalitete života. Arupova procjena je da će globalno tržište za usluge pametnih gradova biti u vrijednosti od 400 milijardi dolara godišnje do 2020. Godine.
Primjeri korištenja tehnologije pametnih gradova dosad su primijenjeni u nekoliko gradova poput Dubaija, Southamptona, Amsterdama, Barcelone, Madrida, Stockholma.

## Terminologija
Zbog širine tehnologija koje su implementirane pod oznakom pametnog grada, teško je odrediti definiciju tog pojma. Deakin i Al Wear navode četiri čimbenika koji olakšavaju definiciji pametnog grada:
1. Primjena širokog spektra elektroničkih i digitalnih tehnologija među zajednicama
2. Korištenje informacijskih i komunikacijskih tehnologija za poboljšanje životnog i radnog okruženja unutar regije
3. Ugradnja informatičkih sustava u vladinim sustavima
4. Lokaliziranost uvođenja ICT doprinosi inovativnosti i unapređenju zajednice

Deakin definira pametan grad kao onaj koji koristi informatičke tehnologije kako bi zadovoljio zahtjeve tržišta i da je uključenost zajednice u proces nužna za pametan grad. Pametni grad bi stoga bio grad koji ne samo da posjeduje ICT tehnologiju u pojedinim područjima,već je i tu tehnologiju implementirao na način koji pozitivno utječe na lokalnu zajednicu.
Ostale defincije:
-Smart Cities Council: 
„Pametan je grad koji ima digitalnu tehnologiju ugrađenu u sve funkcije grada“
-Frost & Sulivan 2014: 
Identificirali smo osam ključnih aspekata koji definiraju Pametni grad: pametno upravljanje, pametna energija, pametna izgradnja, pametna mobilnost, pametna infrastruktura, pametna tehnologija, pametna zdravstvena zaštita te pametni građani.
- 
Smart City nudi održivost u smislu gospodarskih aktivnosti i mogućnosti zapošljavanja širokom dijelu svojih stanovnika, bez obzira na njihovu razinu obrazovanja, vještine ili razine dohotka.
-Department for Business,Innovation and skills,UK 2013 :
Koncept pametnog grada nije statičan, nema apsolutne definicije pametnog grada,gradovi trebaju biti prilagodljiviji te stoga mogu brže reagirati na nove izazove.

## Karakteristike
Predloženo je da pametni grad (također zajednica,urbana aglomeracija ili regija) koristi informacijske tehnologije za:
1. Učinkovitije korištenje fizičke infrastrukture (ceste, izgrađeni okoliš i druga fizička sredstva) kroz umjetnu inteligenciju i analizu podataka kako bi podržao snažan i zdrav ekonomski, društveni i kulturni razvoj.
2. Učinkovito djelovanje s lokalnim ljudima u upravljanju i odlučivanju pomoću otvorenih inovacijskih procesa, veća efikasnost gradskih institucija putem e-uprave s naglaskom na sudjelovanje građana.[13]
3. Učenje, prilagodba, a time i učinkovitije i brže reagiranje na promjenjive okolnosti poboljšavajući korisnost grada.[14]

Ovi oblici inteligencije u pametnim gradovima pokazani su na tri načina:
1. Orkestrirajuća inteligencija:Gradovi uspostavljaju institucije i načine rješavanja problema koji se temelji na zajednici, primjerice kao u Bletchley Parku, gdje je tim na čelu s Alanom Turingom dešifrirao nacističku Enigmu.To je jedan od prvih primjera pametnog grada.[15]
2. Inteligencija za osnaživanje: Gradovi osiguravaju otvorene platforme, eksperimentalne objekte i pametnu gradsku infrastrukturu kako bi se implementirale inovacije u pojedinim četvrtima.Kista Science Cityu u Stockholmu i Cyberportu u Hong Kongu su mjesta gdje se mogu vidjeti te inovacije.Slične strukture napravljene su i u Melbourneu[16]
3. Inteligencija instrumentacije: Kada je gradska infrastruktura napredna kroz prikupljanje podataka u realnom vremenu, uz analizu i prediktivno modeliranje u svim gradskim četvrtima tada govorimo o inteligenciji instrumentacije. Postoji mnogo kontroverzi oko ovoga, osobito glede pitanja nadzora u pametnim gradovima. Primjeri instrumentalne inteligencije provedeni su u Amsterdamu.

Ovo se provodi kroz: 
1. Zajednička IP infrastruktura koja je otvorena istraživačima za razvoj aplikacija.
2. Bežična brojila i uređaji prenose informacije u trenutku.
3. Domovi su opremljeni pametnim mjeračima energije kako bi postali svjesni potrošnje te kako bi smanjili potrošnju energije
4. stanice za punjenje automobila i štedne žarulje.

## Okviri
Da bi uspjeli postići točan opis koncepta pametnog grada nužno je analizirati temu kroz zaseban kontekst. Pametan grad uvelike se oslanja na upotrebu tehnologije te ona nije zasebna stvar već skup različitih mogućnosti tehnološke infrastrukture koje grade koncept pametnog grada. 

### Tehnološki okviri
- Digitalni grad: spaja uslužno orijentiranu i komunikacijsku infrastrukturu,te poboljšava uslugu ;Yovanov,G.S&Hazapis,G.N.[17] tumači digitalni grad kao povezanu zajednicu koja ujedinjuje širok spektar komunkacijskih infrastruktura. Glavna svrha digitalnog grada je stvaranje okoline u kojoj su građani međusobno povezani i lako mogu dijeliti informacije neovisno gdje se nalazili.
- Virtualni grad:U takvom tipu grada funkcije se provode u kibernetskom prostoru(virtualna stvarnost); to uključuje pojam hibridnog grada koji se sastoji od stvarnosti sa stvarnim građanima i entitetima i parerelnog virtualnog grada sa stvarnim entitetima i ljudima. Imati pametan grad koji je virtualan znači da je u nekim gradovima moguć suživot između ove dvije stvarnosti, međutim pitanje je fizičke udaljenosti i lokacije kojim nije lako upravljati. Vizija svijeta bez udaljenosti još uvijek ostaje neostvarena na mnoge načine. U praksi ova ideja se ostvaruje putem fizičke IT infrastrukture kabela, podatkovnih centara i razmjena.
- Grad informacija:prikuplja informacije i dostavlja ih na javnu internetsku stranicu; U tom gradu mnogi stanovnici rade na Internetu i tako bi mogli dobiti sve informacije putem IT infrastrukture zahvaljujući metodi razmjene informacija među građanima. Koristeći taj pristup, grad informacija mogao bi biti urbano središte; najvažnija stvar je veza između građanskih usluga, interakcija s ljudima i vladinih institucija
- Inteligentan grad :uključuje funkciju istraživanja ili tehnološke inovacije kako bi podržao postupak učenja i inovacija. Ideja se pojavljuje u društvenom kontekstu u kojem znanje, proces učenja i kreativnost imaju veliku važnost, a ljudski kapital smatra se najdragocjenijim resursom unutar ovog tipa tehnološkog grada. Naročito jedna od najznačajnijih stvari inteligentnog grada je da je svaka infrastruktura aktualna, što znači da imaju najnoviju tehnologiju u telekomunikacijskoj, elektronskoj i mehaničkoj tehnologiji.
- Ubiquitous city :stvara okruženje koje povezuje građane s bilo kojim uslugama putem bilo kojeg uređaja. Prema Anthopoulosu, L., & Fitsilis, P.,[18] U-grad predstavlja daljnje unaprjeđenje cijelog tog koncepta radi svoje mogućnosti pristupa svim vrstama infrastruktura. Cilj je stvoriti grad u kojem svaki građanin može dobiti bilo koju uslugu bilo gdje i bilo kada putem bilo kojeg uređaja. Važno je naglasiti da je sveprisutni grad različit od gore navedenog virtualnog grada: dok virtualni grad stvara još jedan prostor vizualizacijom stvarnih urbanih elemenata unutar virtualnog prostora, U-grad je realiziran pomoću kompjuterskih čipova umetnutih u te elemente.

## Ljudski okvir
Ljudski potencijal ključan je faktor razvitka grada.
- Kreativni grad:Kreativnost je prepoznata kao važna stvar za pametan grad. Ljudski kapital neophodan je faktor za stvaranje grada koji zadovoljava ljudski okvir. Pametan grad uvelike ima koristi od društvenog kapitala i puno je lakše stvoriti koncept pametnog grada gdje postoji kombinacija obrazovanja,kulture,umjetnosti i trgovine .
- Grad učenja:prema Moseru, M. A.,[19]  grad učenja uključen je u izgradnju stručne radne snage. Ovaj tip grada u ljudskom kontekstu poboljšava konkurentnost u globalnom gospodarstvu znanja, a Campbell je ustanovio obrazac kako gradovi mogu postati pametni. Njegov obrazac doveo je do toga da gradovi uz konstantan proces učenja i unapređenje radne snage mogu postati pametni.
- Ljudski grad : koristi ljudski potencijal, osobito radnu snagu znanja. Slijedeći ovaj pristup, moguće je usredotočiti se na obrazovanje i izgradnju fakultetskih ustanova, što bi rezultiralo rastom visokoobrazovanih radnika. Daljnjim ulaganjem pametni gradovi postaju pametniji,dok ostali ako se ne prilagode ostaju zakinuti jer pametan grad s puno mogućnosti privlači mnoge visokokvalificirane radnike.
- Grad znanja:odnosi se na ekonomiju znanja i proces inovacije; ovaj tip pametnog grada vrlo je sličan gradu učenja, jedina razlika u tome što se dosta oslanja na ekonomiju i velik je naglasak na inovacijama.[20]

## Institucionalni okvir
Članovi ovih zajednica su ljudi koji dijele svoj interes za posao i partnerstvo s vladom i drugim institucijama za promoviranje korištenja IT kako bi se poboljšala svakodnevna kvaliteta života. Pametna zajednica donosi svjesnu i dogovorenu odluku o razvitku tehnologije kao katalizatora za rješavanje društvenih i poslovnih potreba Eger, J.M. rekao je. Vrlo je važno razumjeti kako upotreba IT-a i dosljedan napredak mogu biti otežani bez pomoći institucija; naravno, upletenost institucija je ključna za uspjeh inicijativa zajednice. 

## Energetski okvir
Pametni grad koristi podatke i tehnologiju za veću efikasnost, poboljšavanja održivosti, stvaranje ekonomskog razvoja i poboljšanja kvalitete života za ljude koji žive i rade u gradu. To znači i da grad ima pametniju energetsku infrastrukturu. 
Pametan grad je pokrenut pametnim vezama za razne pojmove, kao što su ulična rasvjeta, pametne zgrade, distribuirani energetski resursi, analiziranje podataka i pametan prijevoz. Među ovim stvarima energija ima važnu ulogu; zbog toga komunalne tvrtke igraju glavnu ulogu u pametnim gradovima, pogotovo u Americi.

## Platforme i tehnologije
Nove internetske tehnologije promoviraju cloud-bazirane usluge, Internet of Things, real-world korisnička sučelja, korištenje pametnih telefona, pametnih mjerača te tako otvaraju nove načine za rješavanje problema.
Online suradničke platforme za upravljanje podatkovnim senzorima su usluge on-line baze podataka koje vlasnicima senzora omogućuju registraciju i povezivanje svojih uređaja da bi stavljali podatake u on-line bazu podataka za pohranu te time olakšavaju programerima povezivanje s bazom podataka i izgradnju vlastitih aplikacija na temelju tih podataka.
U Londonu, sustav upravljanja prometom, poznat kao SCOOT, optimizira vrijeme trajanja zelenog svjetla na prometnim raskrižjima prenoseći natrag magnetometar i induktivne podatkovne petlje na superračunalo.
Grad Santander u Cantabriau, sjevernoj Španjolskoj, ima 20.000 senzora koji povezuju zgrade, infrastrukturu, promet, mreže i komunalne usluge, nudi fizički prostor za eksperimentiranje i provjeru funkcije interneta stvari, kao što su interakcijski i upravljački protokoli, tehnologije uređaja i usluge podrške kao što su otkrivanje, upravljanje identitetom i sigurnost. U Santanderu senzori prate razinu onečišćenja, buke, prometa i parkiranja.
Elektroničke kartice (poznate kao pametne kartice) su druga zajednička platforma u okvirima pametnog grada. Ove kartice posjeduju jedinstveni šifrirani identifikator koji vlasniku omogućuje prijavu u niz državnih usluga (ili e-usluga). Jedinstveni identifikator omogućuje vladama prikupljanje podataka o građanima za bolje pružanje usluga i utvrđivanju zajedničkih interesa grupa. Ova je tehnologija implementirana u Southamptonu.

## Putokaz
Pametni gradski plan puta sastoji se od četiri ili tri (prva je preliminarna provjera) glavnih komponenti: 
1. Treba odrediti što je točno zajednica: možda ta definicija može uvjetovati ono što radite u sljedećim koracima; odnosi se na geografiju, veze između gradova i sela i tokova ljudi između njih; možda čak da je u nekim zemljama definicija gradova / zajednice koja se navodi ne podudara efektivno s onim što se zapravo događa u stvarnom životu.
2. Studija Zajednice: Prije nego što odlučimo izgraditi pametan grad, prvo moramo znati zašto. To se može učiniti određivanjem prednosti takve inicijative. Proučite zajednicu da upoznate građane, potrebe poslovanja - upoznajte građane, kao što su dob građana, njihovo obrazovanje, hobije i atrakcije grada.
3. Razvijanje Smart City Police: Razvijanje pravila za pokretanje inicijativa, gdje se mogu definirati uloge, odgovornosti i ciljevi.
4. Angažiranje građana: to se može učiniti angažiranjem građana kroz korištenje inicijativa e-uprave

## Primjeri

### Amsterdam
U 2009. godini Inicijativa Amsterdama kao pametnog grada počela  i trenutno uključuje 170 projekata koji su zajednički razvijeni od strane lokalnih stanovnika, vlada i poduzeća.  Ti se projekti odvijaju na međusobno povezanim platformama putem bežičnih uređaja kako bi se poboljšala sposobnost donošenja odluka u stvarnom vremenu. Grad Amsterdam tvrdi da je svrha projekata smanjenje prometa, ušteda energije i poboljšanje sigurnosti građana.Kako bi promicali napore lokalnog stanovništva u cilju poboljšanja mogućnost grada,vlast provodi "Smart City Challenge" u kojem vlast razmatra prijedloge stanovnika.Jedan od primjera razvijene aplikacije je Mobypark,koja vlasnicima parkirnih mjesta omogućava iznajmljivanje svog mjesta za određenu naknadu. Grad može koristiti podatke obrađene iz ove aplikacije kako bi kontrolirali potrebu za parkiranjem te mogućim preinakama poboljšali efikasnost sustava.

### Laguna Croatá
PLANET je projekt osmišljen od strane stručnjaka u području urbanog planiranja,također to je projekt specifičan po stalnom razvoju u konceptu pametnog grada. Danas, pametni grad postaje napredniji, usmjerava se prema novom cilju; ostvarivanje mali do srednjih dohotka. Jedan od sveopćih koncepata ključnih za projekt pametnog grada je njegova ekološka održivost. PLANET strateški proširuje ovaj koncept na gospodarskoj razini, a održivost troškova i ulaganja postaje bitan prioritet pametnog grada. Pametan grad ne treba biti blizak već postojećem gradu: to je novi autonomni i funkcionalni grad i kao takav može privući i pojedince i tvrtke.

### Milton Keynes
Milton Keynes grad koji se obvezao postati pametan grad. "MK:Pametna inicijativa"dokument nastao je u suradnji lokalne vlade i poduzetnika. Predmet dokumenta inicijative temelji se na upotrebi energije i vode,te poticanju gospodarskog rasta u gradu. Središnji je projekt stvaranje najsuvremenije MK:Data Hub koji će podržati i upravljanje ogromnim količinama podataka relevantnih za gradske sustave.To će uključivati podatke o potrošnji energije i vode,podatke prikupljene u prometu,podatke dobivene putem satelita,socijalne i ekonomske podatke ,te podatke prikupljene iz određenih aplikacija.
MK:Pametna inicijativa ima dva aspekta koja produbljuju naše razumijevanje kako pametni grad funkcionira.Prvo,Naš MK,uključivanje građana u pitanje održivost samoga grada.Ova shema pruža sredstva i potporu za angažiranje građana te kako da oni pomognu pretvoriti svoje ideje oko održivosti u stvarnosti. Drugi aspekt je pružanje građanima mogućnosti obrazovanja za učinkovitije djelovanje u pametnom gradu. Škola "Urban Data " je online platforma za podučavanje učenika i studenata o podatkovnim vještinama.

### Santa Cruz
Drugačiji pristup u tehnologiji pametnog grada vidimo u Santa Cruzu, gradu u Kaliforniji(SAD) gdje lokalne vlasti analiziraju kriminalne podatke kako bi pretpostavili zahtjeve za policijom, te tako pojačale policijsku prisutnost gdje je ona potrebna. Svaki dan analitički programi izbacuju listu od 10 mjesta gdje postoje najveće mogućnosti zločina, te onda šalju policijske službenike na ta mjesta.

### Pametni gradovi u Indiji
U Indiji vlada,na čelu s Ministarstvo urbanog razvoja ima viziju obnove urbanih područja,također vlada ima ambiciozan plan razvijanja,tj.moderniziranje postojećih 100 gradova srednje veličine.

### Pametna nacija Singapore
Usprkos svojoj veličini i nedostatku prirodnih resursa,Singapore prošao je mnoge svoje izazove u 50 godina kratkoj povijesti i postao jedna od najnaprednijih i prilagodljivih nacija.Grad je započeo sljedeću fazu preobrazbe prema Smart Nationu i nastoji iskoristiti moć interneta, podataka i tehnologija kako bi poboljšali život, stvorili bolje ekonomske prilike te bolje društvo

### Barcelona
Barcelona je unutar svoje „CityOS“ strategije uspostavila niz projekata koji se mogu smatrati aplikacijama pametnog grada.
Na primjer, tehnologija senzora provedena je u sustavu navodnjavanja u Parc del Centre de Poblenou, gdje se stvarni podaci o razini vode koja je potrebna biljkama prenose vrtnim posadama.
Barcelona je također osmislila novu autobusnu mrežu koja se temelji na analizi podataka o najčešćim prometnim tokovima tog grada, koristeći primarno vertikalne, horizontalne i dijagonalne rute s nizom međusobnih izmjena.
Integracija višestrukih tehnologija pametnog grada može se uočiti kroz implementaciju „pametnih“ semafora koja su osmišljena kako bi optimizirala broj zelenih svjetala. Dodatno, kada se pojavi hitna situacija, približna ruta vozila hitne službe unosi se u sustav semafora te se u trenutku prilaza vozila, svjetla namještaju na zeleno putem GPS-a i softvera za upravljanje prometom, čime hitne službe mogu bez odgađanja doći do mjesta incidenta. Većim dijelom tih podataka upravlja Sentilo platforma.

### Columbus,Ohio
U ljeto 2017. godine, grad Columbus u državi Ohio, započeo je svoju potragu za inicijativom „pametni grad“. Sklopio je partnerstvo s American Electric Power Ohio kako bi stvorili skupinu novih stanica za punjenje električnih vozila.
Mnogi pametni gradovi poput Columbusa koriste ovakve sporazume da bi se pripremili za klimatske promjene, proširili električnu infrastukturu te prešli s postojećih ekološki nepovoljnih vozila na električne automobile. Odjel za transport u SAD-u je Columbusu za ovo dao 40 milijuna dolara subvencije. Grad je također primio 10 milijuna dolara od tvrtke Vulcan Inc. Izgradnja novih prometnih ruta i veza još je jedan važan dio vizije Columbusa kao pametnog grada.

### Dublin
Dublin se neočekivano smatra glavnim među pametnim gradovima. Njegov program vodi Smart Dublin, inicijativa četiriju dublinskih lokalnih vlasti koja se povezuje s pružateljima pametnih tehnologija, istraživačima i građanima prilikom rješavanja problema grada i poboljšanja života u njemu.
Uključuje Dublinked- dublinsku otvorenu podatkovnu platformu koja dominira otvorenim izvorima podataka „pametnih“ aplikacija

### Madrid
Madrid, španjolski pionirski grad u ovom području,usvojio je tzv. MINT (Madrid Inteligente) platformu za integriranje upravljanja lokalnim uslugama. To između ostalog uključuje održivo, računalno upravljanje infrastrukturom, sakupljanje i recikliranje otpada te održavanje javnih prostora i zelenih površina. Program se izvodi u partnerstvu s IBM-ovom INSOM, koristeći se velikim brojem podataka te analitičkim mogućnostima i iskustvom zaposlenika.
Smatra se da je Madrid stekao status pametnog grada krenuvši „od dna“, pri čemu su se najprije identificirala socijalna pitanja,a zatim su se razvijale nove tehnologije i mreže u svrhu njihovog rješavanja. Ovaj pristup uključuje podršku i priznanje za pokretanje putem programa „Madrid Digital Start Up“.

### Kritike
Kritike pametnih gradova najčešće se dotiču: 
- Fokus koncepta pametnog grada može dovesti do podcjenjivanja mogućih negativnih učinaka razvoja novih tehnoloških i umreženih infrastruktura potrebnih za pametan grad
- Visoka razina skupljanja velike količine podataka i njihova analiza dovela je do pitanja vezanih uz privatnost i slobodu kretanja građana
- Pametni grad, kao znanstveno planirani grad, prkosi činjenici da je stvarni razvoj u gradovima često slučajan. U duhu te kritike, pametni grad smatra se neprivlačnim za građane jer, kako kažu, on ih može umrtviti i ošamutiti u svom „svemogućem“ okruženju. Umjesto toga, ljudi bi više voljeli gradove u čijem oblikovanju i razvitku mogu i sami sudjelovati.

## Vanjske poveznice
- Proračun Ujedinjenog Kraljevstva za razvoj pametnih gradova  Arhivirana inačica izvorne stranice od 24. studenoga 2016. (Wayback Machine)
- Inicijativa za pametne gradove
- pametnigrad.eu  Arhivirana inačica izvorne stranice od 6. lipnja 2019. (Wayback Machine)